# Tigridia tepoztlana
Tigridia tepoztlana är en irisväxtart som beskrevs av Pierfelice Ravenna. Tigridia tepoztlana ingår i släktet Tigridia och familjen irisväxter. Inga underarter finns listade i Catalogue of Life.